# Захариадис, Никос
Ни́кос Захариа́дис (греч. Νίκος Ζαχαριάδης, в СССР Никола́й Никола́евич Никола́ев, прозвище Неи́стовый Ни́кос; 27 апреля 1903, Эди́рне, Османская империя — 1 августа 1973, Сургут, РСФСР, СССР) — деятель греческого рабочего движения. Генеральный секретарь Коммунистической партии Греции с 1931 года по 1956 год.

## Биография
Родился в семье табачника, с юности работал в порту грузчиком, участвовал в забастовочном движении. Окончил московский Коммунистический университет трудящихся Востока им. И. В. Сталина. С 1936 до 1945 года неоднократно был заключённым греческих тюрем и немецких концентрационных лагерей. В мае 1945 года вернулся из немецкого лагеря Дахау, выступил перед 200 000 сторонников. В греческой гражданской войне 1946—1949 годов командовал Демократической армией Греции. Война закончилась поражением армии Захариадиса, после чего он вместе со штабом КПГ перешёл в Албанию, затем в Бухарест, потом жил в СССР. Поддержал Сталина, резко выступая против Тито.
В 1956 году на XX съезде КПСС осудили культ личности Сталина. А 18-24 февраля 1957 года, на 7-м расширенном Пленуме ЦК КПГ, было  принято решение вывести Н. Захариадиса из состава ЦК КПГ и исключить его из рядов партии «как антипартийного, фракционистского, антиинтернационалистского, вражеского элемента». Когда он отказался подчиниться этому решению, он был отправлен в фактическую ссылку в Боровичи (Новгородская область), где в 1957–1959 годах под именем Николвая Николаевича Николаева работал директором лесхоза, в 1959–1962 годах — главным лесничим леспромхоза. С 1962 года работал главным лесничим лесхоза в Сургуте, в 1973 году вышел на пенсию. Не получив согласия греческих властей позволить ему вернуться, предъявил руководству СССР ультимативное требование переправить его в Грецию, угрожая в ином случае покончить с собой. В итоге 1 августа 1973 года повесился.
Был похоронен в Тюмени, а затем, в декабре 1991 года, перезахоронен в Греции, в Афинах.
2 октября 2011 Коммунистическая партия Греции официально реабилитировала и восстановила в партии Никоса Захариадиса: «Возникла необходимость реабилитировать Никоса Захариадиса, который был смещён с поста руководителя КПГ и исключён из партии вследствие несправедливого, ошибочного обвинения в навязывании партии сектантской, догматической и авантюристской линии. Это обвинение было результатом господства оппортунизма в международном коммунистическом движении, в КПСС и в других партиях власти, что привело к его господству и в КПГ», — отметила в своём выступлении 14.12.2011 генсек ЦК Компартии Греции Алека Папарига.
В сентябре 2014 года в Сургуте, на здании, где работал Н. Захариадис, была торжественно открыта мемориальная доска. На открытии присутствовали официальные лица, в том числе из КПГ.